# إيغاس مونيز
أنطونيو كتانو دي أبرو فريرا إيغاس مونيز (بالبرتغالية: António Caetano de Abreu Freire Egas Moniz)، ويعرف اختصاراً باسم إيغاس مونيز ـ (29 نوفمبر 1874 ـ 13 ديسمبر 1955) طبيب أعصاب برتغالي، حصل على جائزة نوبل في الطب لعام 1949 مناصفة مع السويسري فالتر هسلوصفه عملية فصل فص المخ الجبهي لعلاج بعض الأمراض النفسية والعصبية، وهو أول مواطن برتغالي يحصل على جائزة نوبل.
تبوأ مونيز عدة مناصب أكاديمية، وكتب العديد من المقالات الطبية، كما شغل عدة مناصب تشريعية ودبلوماسية في الحكومة البرتغالية، وعمل كسفير البرتغال في أسبانيا خلال الحرب العالمية الأولى وممثل البرتغال في مفاوضات ما بعد الحرب . عين في سنة 1911 أستاذًا لطب الأعصاب بجامعة لشبونة، وهو المنصب الذي بقي فيه حتى تقاعده سنة 1944 وجمع بينه وبين عمله السياسي.

## أهم أعماله في المجال الطبي
أجرى مونيز بمساعدة فريقه الطبي عملية فصل الفص المخي الجبهي في 12 نوفمبر 1935 وقد كانت الأولى من نوعها، وقد سبق أن ترشح مونيز لجائزة نوبل مرتين عن تطويره طريقة لتصوير الأوعية الدموية بالمخ ولكنه فشل في الحصول عليها، وقد عزا البعض قيام إيجوس بتطوير عملية فصل الفص الجبهي إلى رغبته في الفوز بجائزة نوبل بعد هذه الخيبات.

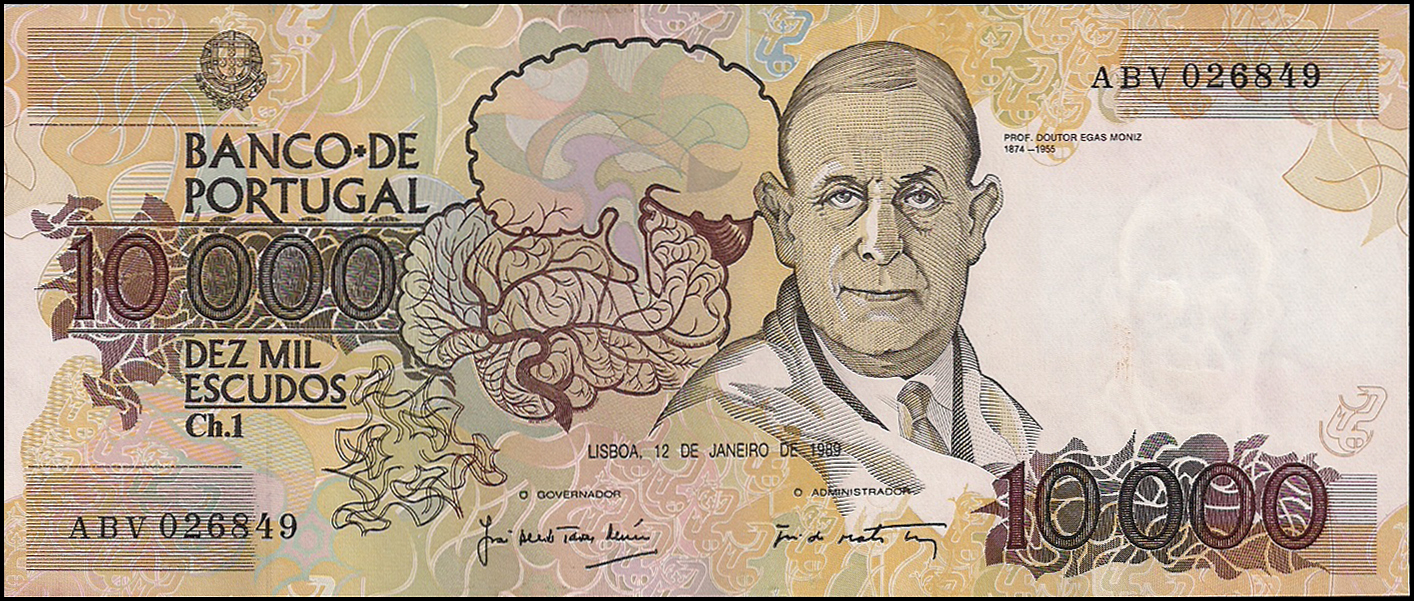
مونيز على ورقة نقدية برتغالية تذكارية من عام 1989

وقد كان الطبيب إيجوس قليل الخبرة بالعمليات الجراحية العصبية في ذلك الوقت كما كانت تعاني يده من تشوهات إثر الإصابة بالنقرس, وساعد إيجوس في العملية طبيب التخدير (بيدرو أليميدا ليما) والذي سبق وساعده في أبحاثه عن تصوير الأوعية الدموية المخية 
وقد هدفت العملية إلى قطع بعض الألياف العصبية الموصلة بين الفص الجبهي وباقي مراكز المخ الرئيسية.بحيث يقوم الطبيب المساعد ليما بعمل فتحة اسطوانية الشكل في عظام الجمجمة وحقن مادة الإيثانول داخل وصلات القشرة المخية في المنطقة ما قبل الفص الجبهي لتدمير هذه الوصلات 
وقد وصف إيجوز العملية بعد إتمامها بالناجحة وأكّد على شفاء المريضة من حالة الاكتئاب، رغم أن المريضة لم تظهر أي أعراض تحسن ولم تغادر مشفى الأمراض العقلية أبدًا.

## روابط خارجية
- إيغاس مونيز على موقع الموسوعة البريطانية (الإنجليزية)
- إيغاس مونيز على موقع مونزينجر (الألمانية)
- إيغاس مونيز على موقع إن إن دي بي (الإنجليزية)